# Aquaman és az elveszett királyság
Az Aquaman és az elveszett királyság (eredeti cím: Aquaman and the Lost Kingdom) 2023-ban bemutatott amerikai szuperhősfilm, amelyet James Wan rendezett. A 2018-as Aquaman című film folytatása, emellett a DC-moziuniverzum 15. és egyben az utolsó filmje. A főbb szerepekben Jason Momoa, Patrick Wilson, Amber Heard, Yahya Abdul-Mateen II és Randall Park látható.
Amerikában 2023. december 22-én, míg Magyarországon 2023. december 21-én mutatták be a mozikban.

## Cselekmény
Néhány évvel azután, hogy Atlantisz királya lett, Arthur Curry feleségül vette Merát, és született egy fia, ifjabb Arthur, miközben éli az életét a szárazföld és a tenger között. Eközben Fekete Manta továbbra is bosszút áll Arthuron az apja haláláért, és Stephen Shin tengerbiológussal együttműködve atlantiszi leleteket keres. Talál egy fekete szigonyt, amely megszállja őt, a teremtője pedig azt ígéri, hogy hatalmat ad neki, hogy elpusztítsa Arthurt.
Öt hónappal később Manta megtámadja Atlantiszt, és feltöri annak orichalcumtartalékait, hogy Shin atlantiszi gépeit energiával lássa el. Arthur megtudja, hogy az orichalcum használata, amely nagy mennyiségű üvegházhatású gázt bocsát ki, nemcsak a bolygó hőmérsékletét emelte meg, szélsőséges időjárást és az óceánok elsavasodását okozta, hanem a múltban majdnem a bolygó kihalását is, amikor egy ősi atlantiszi királyság használta. Hogy megtudja, hol rejtőzik Manta, Arthur kiszabadítja féltestvérét, Ormot a börtönből. Az információ egy vulkanikus szigetre vezeti őket a Csendes-óceán déli részén, ahol rábukkannak a fekete szigonyra. Orm megtudja, hogy a szigonyt Kordax, Atlan király testvére és Necrus elveszett királyságának uralkodója készítette. Kordaxot vérmágiával börtönözték be egy sikertelen trónbitorlási kísérletet követően. Rájönnek, hogy Atlan bármelyik leszármazottjának vére kiszabadíthatja Kordaxot, ezért a páros megtudja, hogy Manta elrabolta ifjabb Arthurt. Az atlantisziak Shin segítségével megállapítják, hogy Necrus börtöne az Antarktiszon található.
Necrusban Arthur megküzd Mantával, és majdnem megölik, mielőtt Mera megérkezik és megmenti őt. Manta a fekete szigonyt Mera felé dobja, de Orm elkapja, mielőtt az eltalálná őt. Kordax szelleme elhagyja Mantát Ormért, aki megszállva harcol Arthurral, és Arthur vérét felhasználva kiszabadítja Kordaxot. Arthur meggyőzi testvérét, hogy adja fel az iránta érzett gyűlöletét, így elpusztíthatja Kordaxot és a fekete szigonyt is. Kordax mágiájának eltűnésével Necrus kezd összeomlani. Manta visszautasítja Arthur segítségét, és hagyja magát egy hasadékba zuhanni. Az atlantisziak és Shin biztonságba elmenekülnek. Azt tervezik, hogy tájékoztatják Atlantiszt, hogy Orm meghalt, azzal a feltétellel, hogy rejtve marad. Mivel úgy véli, hogy a víz alatti királyságok és a felszíni világ egyesítése szükséges az óceánok további károsodásának megakadályozása érdekében, Arthur az ENSZ-ben tett bejelentés útján felfedi Atlantisz létezését, és kinyilvánítja szándékát, hogy a királyságot tagállammá teszi.

## Szereplők
| Szereplő                  | Színész               | Magyar hang         | Leírás |
| ------------------------- | --------------------- | ------------------- | --- |
| Arthur Curry / Aquaman    | Jason Momoa           | Varga Rókus         | Atlantisz félig atlantiszi, félig emberi királya, aki szuperszonikus sebességgel tud úszni, valamint megidézni és irányítani a vízi élőlényeket, és ifjabb Arthur apja. |
| Orm Marius                | Patrick Wilson        | Miller Zoltán       | Arthur atlantiszi féltestvére és Atlantisz egykori királya, akit megfosztottak Óceán Ura címétől és víz nélkül bebörtönöztek, hogy korlátozzák hatalmát, amiért megölte Halászkirályt. Kiszabadul a börtönből, és Arthur felbérli, hogy találja meg és győzze le Fekete Mantát. |
| Mera                      | Amber Heard           | Bogdányi Titanilla  | Atlantisz királynője, Arthur felesége és ifjabb Arthur anyja, valamint Nereus király lánya, aki képes a vizet irányítani. |
| David Kane / Fekete Manta | Yahya Abdul-Mateen II | Orosz Ákos          | Könyörtelen kalóz és nyílt tengeri zsoldos, aki atlantiszi páncélruhát és a hatalmas Fekete szigonyt használja, bosszúból meg akarja ölni Arthurt és családját az apja haláláért.                                                                                               |
| Dr. Stephen Shin          | Randall Park          | Kisfalusi Lehel     | Tengerbiológus, aki megszállottan keresi Atlantiszt és Fekete Mantának dolgozik. |
| Néreusz                   | Dolph Lundgren        | Rosta Sándor        | Xebel királya és Mera apja. |
| Tom Curry                 | Temuera Morrison      | Törköly Levente     | Arthur apja, aki világítótoronyőrként dolgozik az Amnesty-öbölben. |
| Királyhal                 | Martin Short          | Potocsny Andor      | Az Elsüllyedt Fellegvár nevű kalózparadicsom uralkodója. |
| Atlanna                   | Nicole Kidman         | Pápai Erika         | Arthur és Orm anyja és Atlantisz egykori királynője. |
| Atlan                     | Vincent Regan         | Petridisz Hrisztosz | Atlantisz első királya. |
| Rája                      | Jani Zhao             | Kanyó Kata          | Fekete Manta legénységének hűséges tagja. |
| Karshon                   | Indya Moore           | Gubik Petra         | Az atlantiszi nagytanács vezetője, aki politikai akadályként szolgál Arthur számára, mivel ellenzi azt a vágyát, hogy felfedje Atlantiszt az emberi világ előtt. |
| Kordax                    | Pilou Asbæk           | Olt Tamás           | Atlan testvére, aki az elátkozott fekete szigony megalkotója és Necrus elveszett királyságának élőhalott királya, akinek gonosz szelleme megszállja Fekete Mantát. |
| Sósvíz királya            | John Rhys-Davies      | Honti Molnár Gábor  | Sósvíz királya. |

### Magyar változat
- Magyar szöveg: Tóth Tamás
- Felvevő hangmérnök: Gábor Dániel
- Vágó: Simkóné Varga Erzsébet
- Gyártásvezető: Hódos Edina
- Szinkronrendező: Nikodém Zsigmond
- Produkciós vezető: Hagen Péter

A szinkront a Mafilm Audio Kft. készítette el.

## A film készítése
Az Aquaman forgatása alatt Jason Momoa kidolgozott egy történetötletet a folytatáshoz, amelyet átadott a Warner Bros. Pictures Group elnökének, Toby Emmerichnek és Peter Safran producernek. Momoa 2018 októberében, a film bemutatója előtt azt mondta, hogy jobban részt fog venni egy esetleges folytatás kidolgozásában, és várhatóan 2019-ben kezdődhet meg a forgatás. James Wan rendező elmondta, hogy több olyan történetszál van, amely az Aquamanből kiindulhat. Emmerich december elejére már eléggé bízott a film bevételi előrejelzéseiben ahhoz, hogy elkezdjenek tárgyalni a folytatásról. 2019 januárjának végére, amikor az Aquaman a DC Comics egyetlen karakterén alapuló, legnagyobb bevételt hozó film lett, a Warner Bros. tárgyalásokat folytatott Wannal, hogy felügyelje a folytatás fejlesztését és írását, és esetleg visszatérjen rendezőként.

### Forgatás
A forgatás 2021. június 28-án kezdődött Londonban. Szeptember elején a helyszíni forgatásra Saunton Sands tengerpartján és City of Westminsterben került sor. Miután a film 95 százalékát az Egyesült Királyságban leforgatták, a forgatás december 9-ig Hawaiira költözött. A forgatás még abban az évben Jersey Cityben is zajlott. A forgatás ezután Los Angelesben folytatódott tovább, és hivatalosan 2022. január 12-én fejeződött be Malibuban.